# L’Unità
L’Unità [luniˈta] – włoski dziennik o profilu komunistycznym, założony początkowo jako oficjalny organ Włoskiej Partii Komunistycznej, wydawany w latach 1924–2014.
Dziennik był wydawany w Mediolanie od 12 lutego 1924 roku przez polityka i teoretyka marksizmu Antonio Gramsciego jako oficjalny organ Włoskiej Partii Komunistycznej. 8 listopada 1925 roku rząd faszystowski zawiesił wydawanie gazety, a po zamachu na Benito Mussoliniego z 31 października 1926 roku l’Unità została oficjalnie zlikwidowana przez władze i odtąd działała jako wydawnictwo podziemne. Po wyzwoleniu Rzymu przez aliantów w czerwcu 1944 roku gazeta ponownie została zalegalizowana i zaczęła się na powrót regularnie ukazywać. W latach 80. l’Unità głosiła ideę eurokomunizmu, odrzucającego „przewodnią rolę ZSRR w ruchu robotniczym”, i przyczyniła się mocno do spopularyzowania tej ideologii. W latach 1989–1991 do gazety dołączana była wkładka satyryczna Cuore, która stała się następnie samodzielnym pismem i ukazywała się do roku 1996.
W 1991 roku l’Unità przestała być oficjalnym organem partii komunistycznej i po jej rozpadzie dotykały ją trudności związane z finansowaniem przedsięwzięcia. Wobec przemian partii komunistycznej gazeta zaczęła wspierać Partię Demokratyczną. W okresie od lipca 2000 roku do marca 2001 roku l’Unità nie ukazywała się ze względów ekonomicznych, a powróciła na rynek dzięki zaangażowaniu nowych udziałowców.
Zmiany nawyków czytelniczych związane z pojawieniem się internetu oraz kryzys gospodarczy we Włoszech doprowadziły do znacznego spadku sprzedaży, a to natomiast doprowadziło do zadłużenia wydawnictwa na kwotę ponad 25 mln €. Ostatnie lata swojego istnienia gazeta zawdzięczała głównie rządowym dotacjom do przynoszących straty dzienników, które wynosiły w latach 2003–2009 ponad 6,3 mln € rocznie. Nakład pisma zmalał z 230 000 egzemplarzy w latach siedemdziesiątych XX wieku, przez 70 000 w roku 2002, do 20 000 w ostatnich latach istnienia.
Z powodu kłopotów finansowych i braku porozumienia między akcjonariuszami co do ratowania gazety, przez ostatnie trzy miesiące wydawania l’Unità zespół redakcyjny pracował bez wynagrodzenia. Przedostatnie wydanie gazety ograniczono do trzech zadrukowanych stron, na których informowano o zamknięciu pisma oraz umieszczono reklamę księgarni internetowej, a resztę stron pozostawiono niezapełnioną. Ostatni, ośmiostronicowy numer z 31 lipca 2014 roku zawierał jedynie komentarze redaktora naczelnego l’Unity, Giuseppe Caldarolego. Zamknięta gazeta została przez właściciela Nuova Iniziativa Editoriale wystawiona na sprzedaż.